# Råda
Råda is een plaats in de gemeente Hagfors in het landschap Värmland en de provincie Värmlands län in Zweden. De plaats heeft 448 inwoners (2010) en een oppervlakte van 104 hectare. In het dorp is een kleine supermarkt gevestigd. In het dorp staat de Norra Råda kerk.

## Verkeer en vervoer
Bij de plaats lopen de Riksväg 62 en Länsväg 246. Richting het noorden voert de 62 weg naar Ekshärad, richting het zuiden naar Karlstad.